# اچ‌ام‌اس نورویچ (۱۷۴۵)
اچ‌ام‌اس نورویچ (۱۷۴۵) (به انگلیسی: HMS Norwich (1745)) یک کشتی بود که طول آن ۱۴۰ فوت (۴۲٫۷ متر) بود. این کشتی در سال ۱۷۴۵ ساخته شد.